# Mora-dong
Mora-dong (koreanska: 모라동) är en stadsdel i staden Busan i den sydöstra delen av Sydkorea, 300 km sydost om huvudstaden Seoul. Den ligger i stadsdistriktet Sasang-gu.

## Indelning
Administrativt är Mora-dong indelat i:
| Namn    | Namn             | Yta km² | Invånare 31 dec 2018 |
| ------- | ---------------- | ------- | -------------------- |
| 모라1동 | Mora 1(il)-dong  | 1,67    | 28 544               |
| 모라3동 | Mora 3(sam)-dong | 3,34    | 12 104               |